# Cambuslang Football Club
Maillots
Cambuslang Football Club est un ancien club de football écossais basé à Cambuslang, une ville du South Lanarkshire, devenu un quartier périphérique de Glasgow. Créé en 1874, le club fait partie des dix fondateurs de la Scottish Football League et du premier championnat d'Écosse en 1890.

## Histoire
Le moment de gloire du club est son accession à la finale de la Coupe d'Écosse de football en 1888 après avoir écrasé Abercorn 10 buts à 1 en demi-finale. Cambuslang perd la finale contre Renton par 6 buts à 1.
La même année, Cambuslang gagne la Glasgow Cup.
Le club est dissous en 1897.

## Sources
- (en) Bob Crampsey, The First 100 Years, Scottish Football League, 1990 (ISBN 0-9516433-0-4)